# Jason Osborne (cestista)
Jason Keith Osborne (Louisville, 27 ottobre 1974) è un ex cestista statunitense, professionista in Sudamerica, in America centrale e in Italia.

## Carriera
Osborne giocò a livello universitario per due anni presso l'Università di Louisville, poi, dopo un'annata in cui fu accademicamente non idoneo per scendere in campo, si dichiarò eleggibile al draft NBA 1996, senza però essere scelto.
Iniziò successivamente la prima di una lunga serie di tappe in Argentina, paese in cui finì per giocare fino al 2012.
Nel frattempo ebbe parentesi anche a Porto Rico, in Italia (con lo Scafati Basket, con cui fece registrare 9,9 punti e 6,1 rimbalzi nella regular season della Legadue 2001-2002 oltre a 12,8 punti e 10,7 rimbalzi nei play-off), nella lega statunitense UPBL e in Messico.